# Christina Metaxa
Christina Metaxa (Grieks: Χριστίνα Μεταξά) (Limasol, 4 april 1992), is een Cypriotische zangeres. Ze vertegenwoordigde haar land bij het Eurovisiesongfestival 2009 in Moskou, Rusland met het nummer Firefly. Het nummer is geschreven en gecomponeerd door haar broer Nikolas Metaxas die bekend is doordat hij als tweede eindigde bij de Griekse X-Factor.
Het nummer Firefly werd op 7 februari 2009 gekozen door Cypriotische stemmers voor deelname aan het Eurovisiesongfestival. Op 14 mei 2009 bracht zij het nummer ten gehore tijdens de tweede halve finale. Het nummer kreeg onvoldoende stemmen om door te gaan naar de finale op 16 mei 2009. Het is hiermee de vierde keer op rij dat Cyprus deelneemt maar de finale niet bereikt. De laatste keer was in 2005 toen Constantinos Christoforou het nummer Ela Ela zong.